# Bakary Soro
Bakary Soro (Anyama, 5 december 1985) is een Ivoriaans voetballer (verdediger) die sinds 2015 voor de Turkse eersteklasser Adana Demirspor uitkomt. Voordien speelde hij onder andere voor Charlton Athletic en Germinal Beerschot.

## Carrière
- ASEC Mimosas (jeugd)
- 2003-2006: ASEC Mimosas
- 2006-2009: Charlton Athletic
  - 2007: Germinal Beerschot (huur)
  - 2008-2009: FC Lorient (huur)
- 2009-2013 : AC Arles-Avignon
- 2013-2014 : Orduspor
- 2014-2015 : Osmanlispor
- 2015-heden : Adana Demirspor